# Cosa faremo da grandi? (singolo)
Cosa faremo da grandi? è un singolo del cantautore italiano Lucio Corsi, pubblicato il 25 ottobre 2019 come primo estratto dal secondo album in studio omonimo.
È stato prodotto da Francesco Bianconi e Antonio "Cooper" Cupertino per l'etichetta Sugar Music.

## Descrizione
Il singolo è nato, a detta dell'autore, durante l'inverno precedente sulla spiaggia di Castiglione della Pescaia, mentre osservava la sabbia insieme a un amico. Cosa faremo da grandi? è la storia «di grandi imprese mandate in fumo con l'animo in pace, come quella di chi passò una vita a costruire conchiglie per poi gettarle in mare e ripartire da capo. Riflette su un possibile modo di vivere, dove ad esser festeggiati non sono i traguardi ma le linee di partenza»..

## Promozione
Il singolo è stato presentato in anteprima il 24 ottobre 2019 a Milano presso la Torre Unicredit, all'interno del format Niente di strano condotto da Carlo Pastore. Il 4 dicembre 2019 il cantautore ha eseguito il brano al programma televisivo L'assedio su Nove, condotto da Daria Bignardi, dove ha annunciato l'uscita del nuovo album. Il singolo è entrato in rotazione radiofonica a partire dal 10 gennaio 2020.

## Video musicale
Il videoclip, diretto da Tommaso Ottomano e girato a Porto Ercole, è stato pubblicato il 28 ottobre 2019 sul canale YouTube del cantautore. Nel video musicale, che ha una durata di circa 8 minuti e costituisce la parte finale di un mediometraggio realizzato dal cantante insieme al regista Ottomano, viene raccontata la storia di alcuni pescatori che trovano nelle loro reti una misteriosa chitarra che reca scritto "Surprise", una citazione dal nome dell'imbarcazione con cui Ambrogio Fogar fece il giro del mondo, il quale è omaggiato anche in una scena dove è inquadrato il suo libro 400 giorni intorno al mondo. I costumi di Lucio Corsi sono realizzati da Gucci e richiamano lo stile glam rock degli anni settanta.

## Tracce
1. Cosa faremo da grandi? – 3:00

## Classifiche
| Classifica (2025) | Posizione massima |
| ----------------- | ----------------- |
| Italia            | 60                |